# El Chaco
El Chaco è una parrocchia urbana dell'Ecuador, capoluogo dell'omonimo cantone, nella provincia del Napo.